# Sempur (Plered)
Sempur is een bestuurslaag in het regentschap Purwakarta van de provincie West-Java, Indonesië. Sempur telt 5148 inwoners (volkstelling 2010).